# Yokohama
Yokohama (横浜市?, Yokohama-shi) è la seconda città più popolata del Giappone dopo Tokyo, capoluogo della prefettura di Kanagawa, situata nella regione Kantō di Honshū, la maggiore delle isole nipponiche. Nel 2007, su un'area di circa 437 km² vi risiedevano circa 3,6 milioni di persone.
Situata su una penisola affacciata sul lato occidentale della baia di Tokyo, nonostante la città sia in gran parte popolata di pendolari che lavorano a Tokyo, ha una forte economia locale, costituita in particolare da industrie portuali, biotecnologiche e di semiconduttori. La casa automobilistica Nissan ha qui la sede principale.
Fra le zone turistiche di Yokohama ci sono: il quartiere dei grattacieli, Minato Mirai 21, nel quale svetta la Landmark Tower (296,33 m), sino al 2013 l'edificio più alto del Giappone; la Torre marittima che, con i suoi 106 m, è il più alto faro del mondo; il quartiere cinese; la zona di Yamate con il cimitero degli stranieri e la vista sul porto. Le aree di Isezakicho e Noge sono multietniche e vi si possono trovare numerosi ristoranti e negozi gestiti da immigrati di diverse zone dell'Asia. 
Nel 2002 la finale della Coppa del Mondo di calcio, fra Brasile e Germania, è stata disputata nello stadio cittadino. A differenza di come potrebbe sembrare dal nome, non è la città di fondazione della Yokohama, famosa marca di pneumatici.

## Storia
Yokohama era un piccolo villaggio di pescatori fino alla fine del periodo Edo, durante il quale il Giappone non commerciava con gli altri stati.
Quando nel 1854 il commodoro statunitense Matthew Perry entrò con la sua flotta di nove navi nella baia di Edo, costringendo il Giappone a firmare un trattato per l'apertura di alcuni porti al commercio estero, Yokohama venne prescelta come una delle sedi.
Il porto di Yokohama fu aperto nel 1859 e divenne rapidamente il principale centro per il commercio estero in Giappone, grazie anche alla vicinanza con Edo (l'attuale Tokyo). Gli stranieri occupavano un distretto della città chiamato Kannai ("dentro la barriera") e circondato da un fossato. Durante la restaurazione Meiji il porto di Yokohama si specializzò nel commercio della seta e nel 1872, fra Tokyo (nel distretto di Shinbashi) e Yokohama (l'odierna stazione Sakuragicho), fu costruita la prima ferrovia giapponese. 
Nel 1923 la città fu devastata da un forte terremoto e durante la seconda guerra mondiale gli USA vi effettuarono bombardamenti incendiari.
Oggi Yokohama fa parte della grande megalopoli giapponese, composta anche da Tokyo e Kawasaki, che è una delle più popolose del mondo.

## Geografia

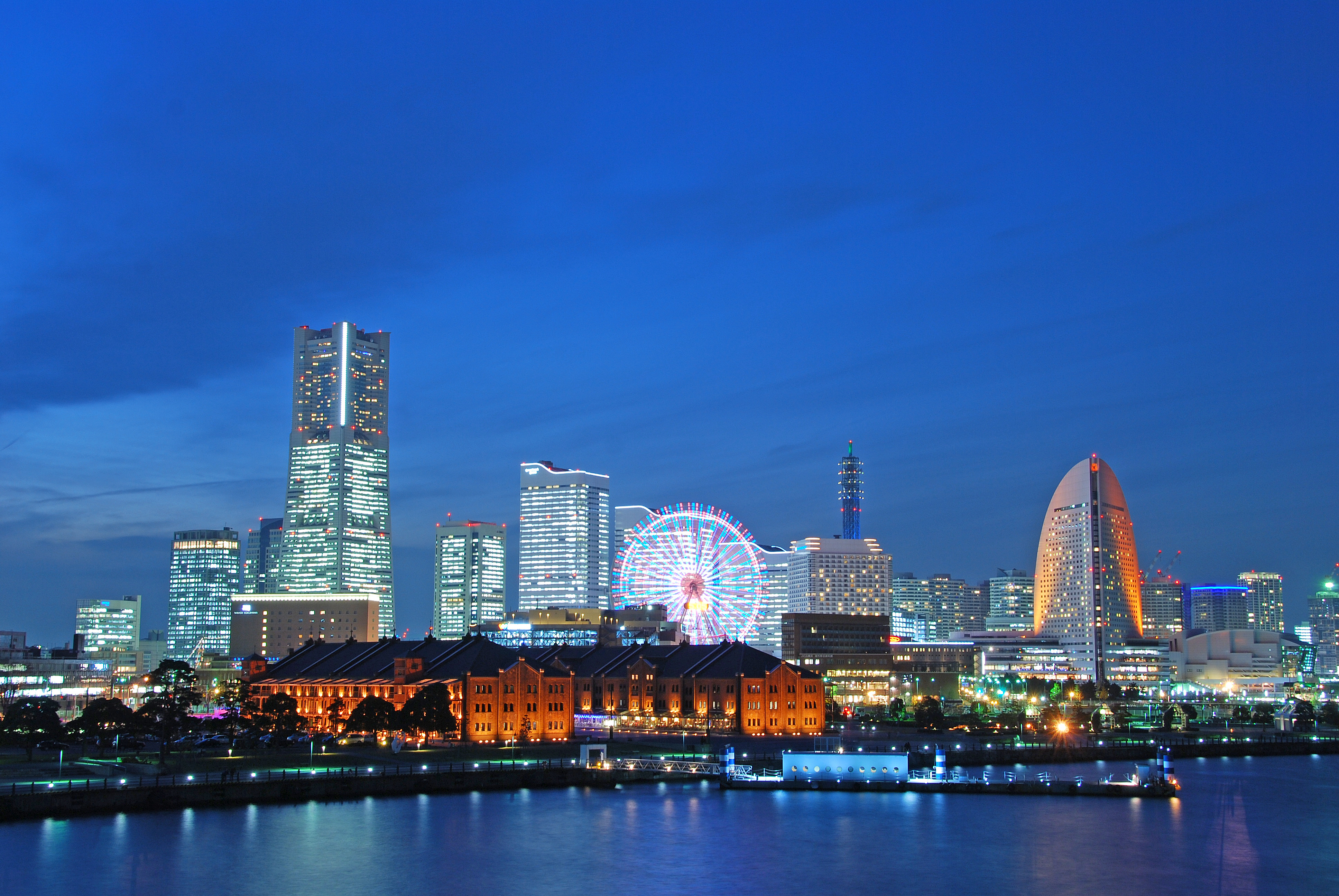
Yokohama

## Quartieri

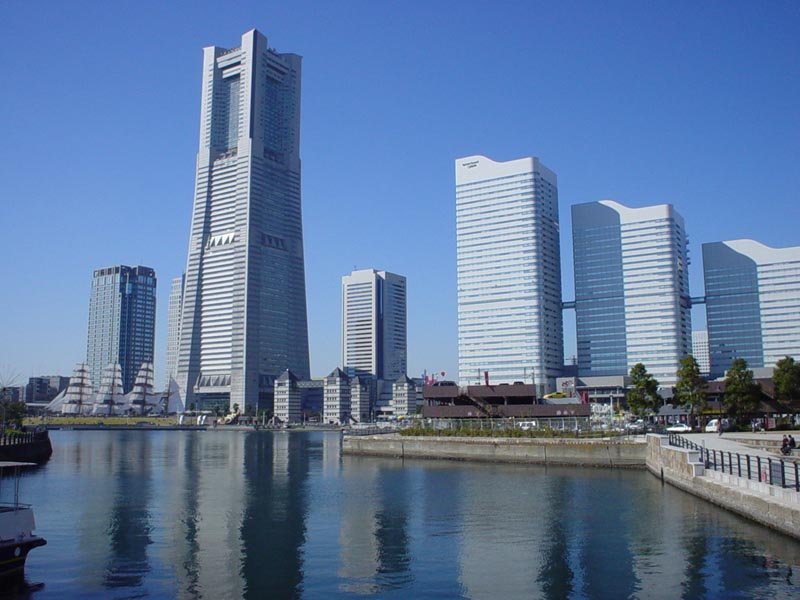
Il quartiere di Minato Mirai 21 in cui risalta il maestoso grattacielo della Landmark Tower.

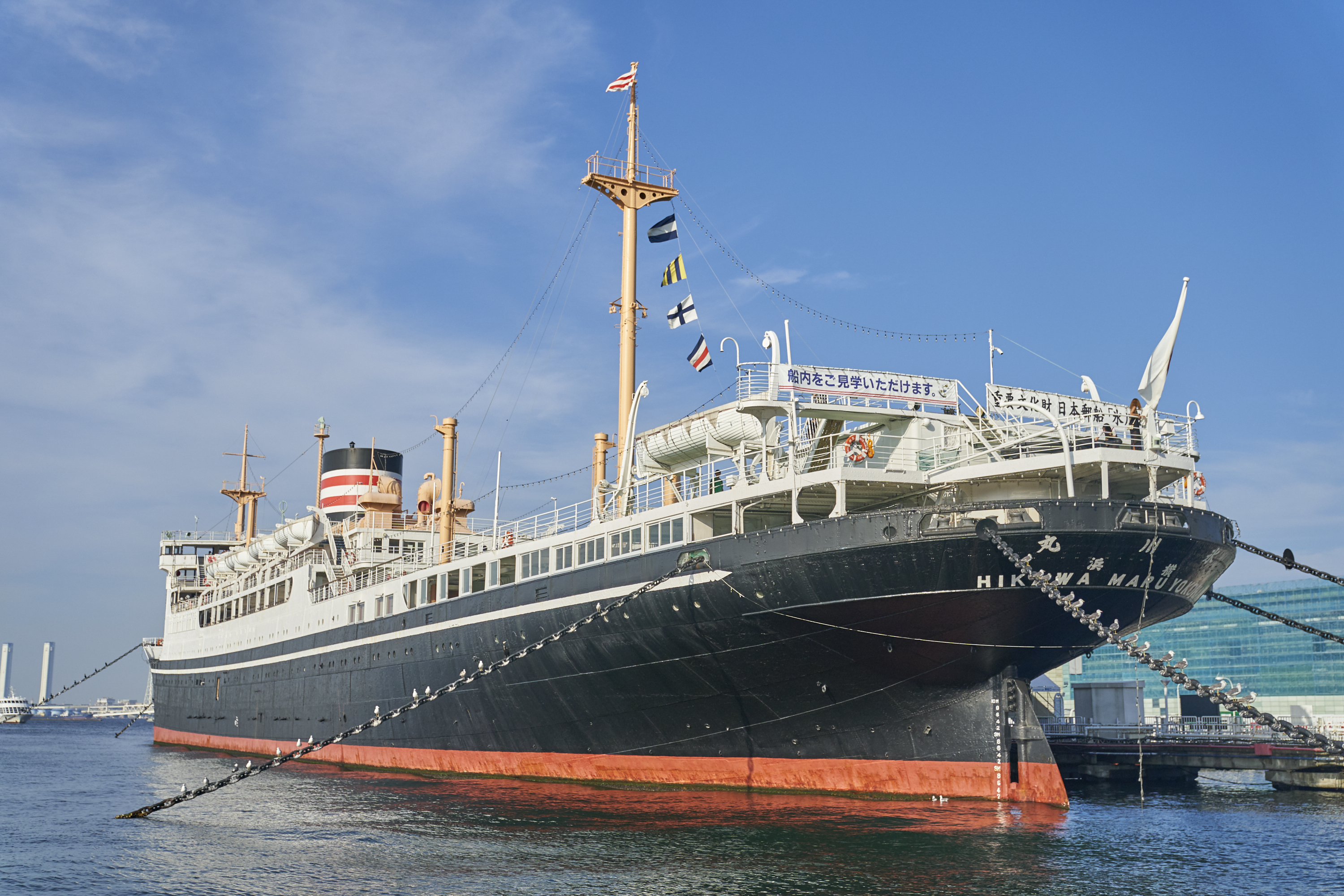
Museo della nave "Hikawa Maru"

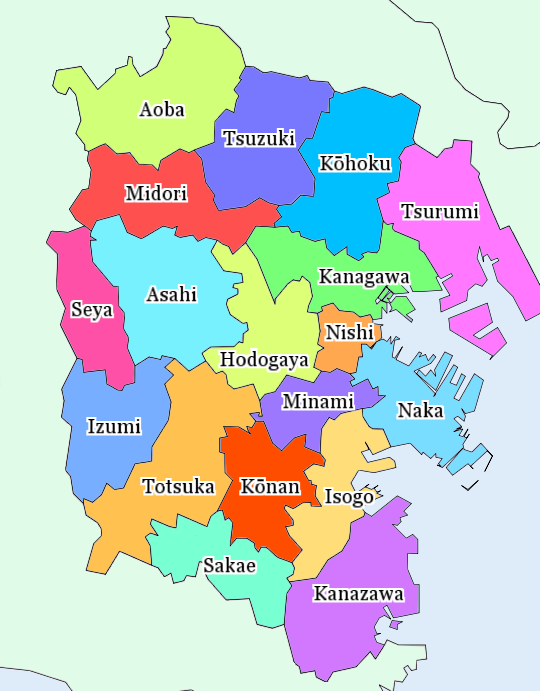
Mappa dei distretti di Yokohama

Yokohama è suddivisa in 18 quartieri  (ku):
| - Aoba-ku (青葉区?) - Asahi-ku (旭区?) - Hodogaya-ku (保土ヶ谷区?) - Isogo-ku (磯子区?) - Izumi-ku (泉区?) - Kanagawa-ku (神奈川区?) - Kanazawa-ku (金沢区?) - Kōhoku-ku (港北区?) - Kōnan-ku (港南区?) | - Midori-ku (緑区?) - Minami-ku (南区?) - Naka-ku (中区?) – administrative center - Nishi-ku (西区?) - Sakae-ku (栄区?) - Seya-ku (瀬谷区?) - Totsuka-ku (戸塚区?) - Tsurumi-ku (鶴見区?) - Tsuzuki-ku (都筑区?) |

## Infrastrutture e trasporti
In quanto vicina a Tokyo (30 km), non esiste un aeroporto cittadino, anche se quello di Haneda è a poca distanza, oltre il confine.
In passato la città era dotata di un porto turistico; attualmente lo stesso porto è utilizzato per il traffico esclusivo delle merci.

### Trasporti ferroviari
Ci sono due importanti stazioni nella città, Yokohama, e Shin-Yokohama (Nuova Yokohama), quest'ultima facente parte della rete ferroviaria Shinkansen destinata ai treni ad alta velocità.
Per i trasporti urbani si fa uso della metropolitana, dotata di tre linee di cui una a gestione privata:

- Linea blu
- Linea verde
- Linea Minatomirai, collegata tramite la linea Tōkyū Tōyoko alla stazione di Shibuya a Tokyo.

Oltre alla metropolitana sono fondamentali le seguenti linee suburubane della JR East, aventi frequenza e servizio da metropolitana:
- Linea Keihin-Tōhoku
- Linea Shōnan-Shinjuku
- Linea Yokosuka
- Linea principale Tōkaidō

Sono inoltre presenti diverse compagnie private:
- Ferrovie Keikyū
- Ferrovie Sōtetsu

### Trasporti su gomma
Yokohama è servita da una rete di autobus municipali e privati che servono le città vicine, ed è attraversata dall'autostrada Tokyo–Nagoya (Tōmei Kōsoku Dōro), ma esistono anche altre due autostrade che si diramano verso la capitale.

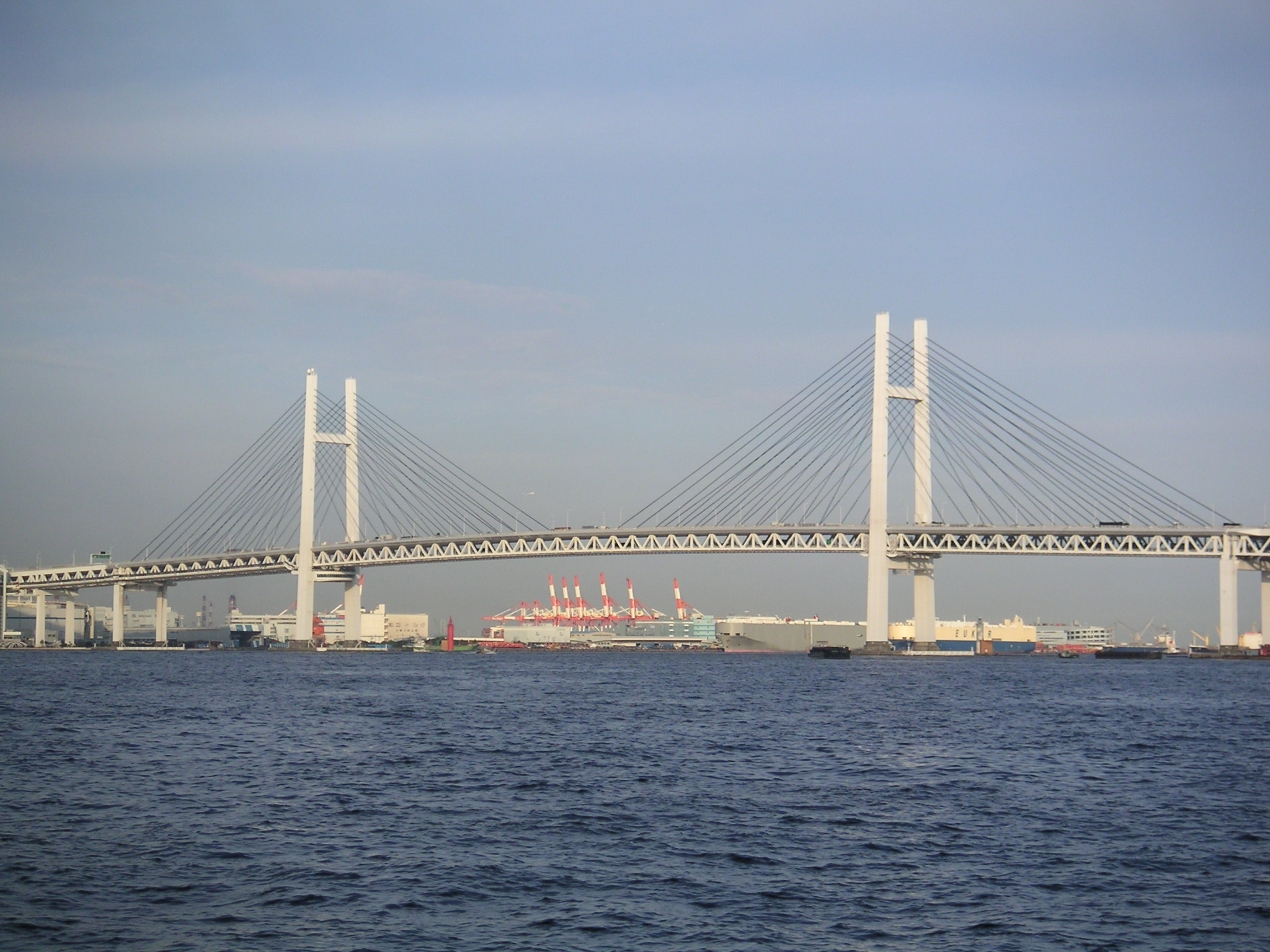
Yokohama Bay Bridge
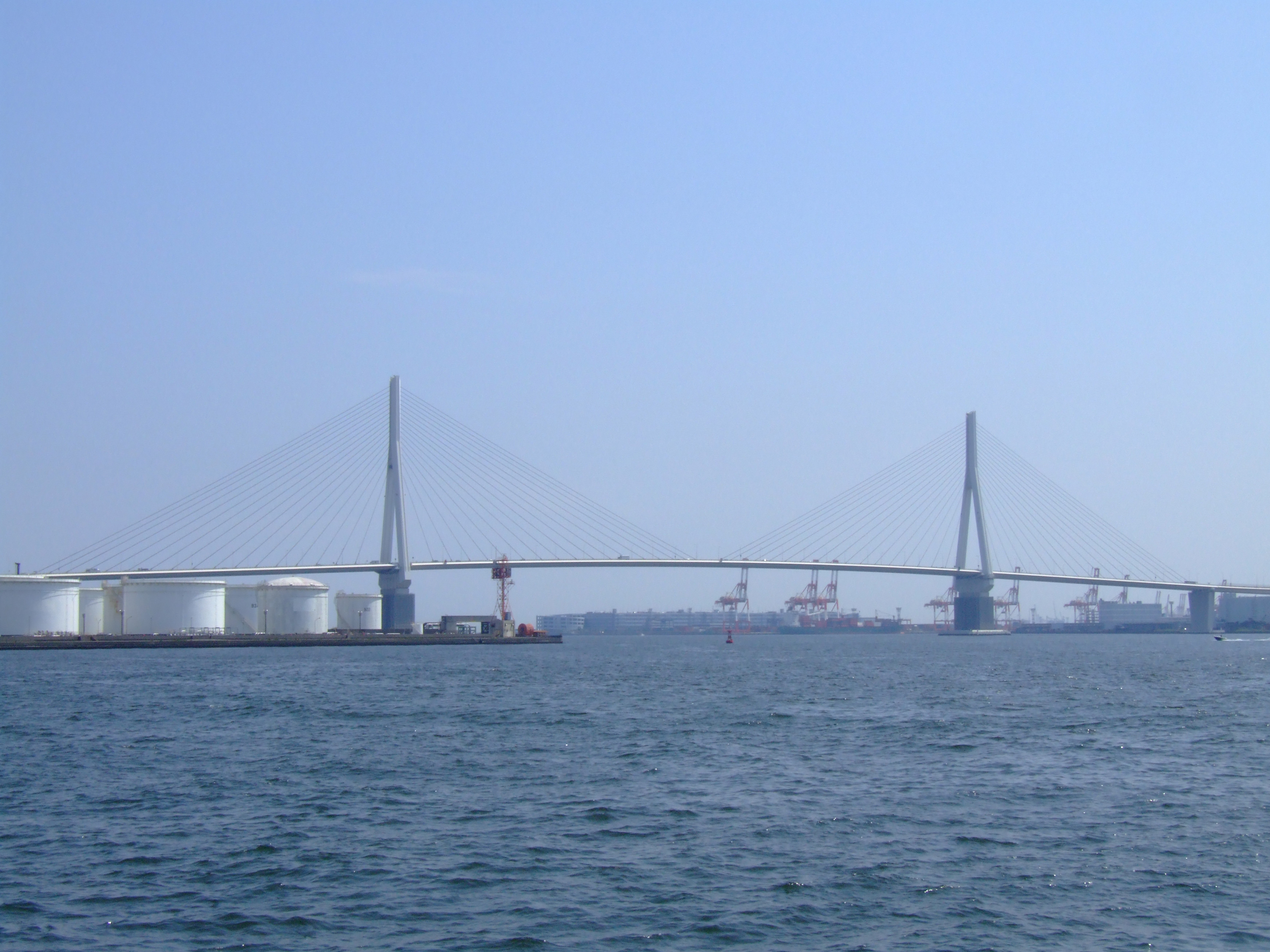
Il ponte Tsurumi-tsubasa

## Amministrazione

### Gemellaggi
Yokohama è gemellata con le seguenti città:
- San Diego
- Lione
- Mumbai
- Odessa
- Vancouver
- Manila
- Shanghai
- Costanza
- Francoforte

Il porto di Yokohama è gemellato con i seguenti porti:
- Porto di Oakland, Oregon,  Stati Uniti
- Porto di Vancouver,  Canada
- Porto di Shanghai,  Cina
- Porto di Dalian,  Cina
- Porto di Amburgo,  Germania